# El fugitiu (pel·lícula de 1947)
El fugitiu (títol original en anglès: The Fugitive) és una pel·lícula estatunidenco-mexicana dirigida per John Ford, estrenada el 1947. Ha estat doblada al català.

## Argument
Durant la guerra dels Cristeros a Mèxic (1926-1929), els sacerdots són assassinats pel poder Revolucionari. Un sacerdot, disfressat de pagès, torna al seu poble i es converteix en l'únic sacerdot en activitat al país. És acorralat per la policia i ha de fugir.

## Repartiment
- Henry Fonda: El fugitiu
- Dolores del Río: dona índia
- Pedro Armendáriz: Tinent de policia
- J. Carrol Naish: El bocamoll
- Leo Carrillo: cap de la policia
- Ward Bond: James Calvert, 'El Gringo'
- Robert Armstrong: El sergent de policia
- John Qualen: El metge
- Fortunio Bonanova: el cosí del governador
- Chris-Pin Martin: un jugador de l'Orgue de Barbaria
- Miguel Inclán: un ostatge
- Fernando Fernández: un cantant
- Rodolfo Acosta: un home (No surt als crèdits)

## Al voltant de la pel·lícula
- Rodatge de desembre de 1946 a finals de gener de 1947 a Mèxic.
- Recaptació als EUA: 818.000 dòlars.
- Segona pel·lícula de Ford per a la seva pròpia companyia, Argosy Pictures Corp.
- La fotografia molt contrastada de Gabriel Figueroa situa la pel·lícula en la línia d'El delator
- A propòsit de la pel·lícula Ford declarava: «He dirigit la pel·lícula com jo volia, per això és una de les meves pel·lícules preferides. Per a mi és perfecte. No va ser un èxit popular. La crítica ho ha apreciat, però no tenia evidentment atractiu per al públic. Amb tot, estic molt orgullós del meu treball.»
- La pel·lícula és molt fidel a la novel·la de Graham Greene.
- Ford i Merian C. Cooper havien considerat rodar-ne una continuació, The Sanctuary, però el fracàs del film els va dissuadir.
- Henry Fonda detestava la pel·lícula, fins al punt de pensar que era, de lluny, la seva pitjor col·laboració amb John Ford: «Fou un error per part de John Ford fer aquesta pel·lícula. I va ser també un error per part meva participar-hi. I aquell vell podrit [Ford] (sic) sabia que finalment no valia res; però, per Déu, mai no ho va admetre i continuava dient: «És la meva pel·lícula preferida» ».[3]

## Premis i nominacions
- 1948: La pel·lícula va ser seleccionada a la Mostra de Venècia.